# Niklas Hede
Niklas Hede (* 14. Mai 1969 in Malmö, Schweden) ist ein ehemaliger deutsch-finnischer Eishockeyspieler (Stürmer), der über viele Jahre in der 2. Bundesliga und Deutschen Eishockey Liga (DEL), unter anderem für die Eisbären Berlin, Straubing Tigers, Eisbären Regensburg und den EHC München aktiv war. Zwischen 2017 und 2020 gehörte er dem Management des EC Red Bull Salzburg an, zunächst als Director of Player Development und zwischen Februar und April 2019 als Co-Trainer der Profimannschaft. Seit 2020 ist er Director of Player Development beim EHC Red Bull München. Sein Sohn Elis ist ebenfalls Eishockeyspieler.

## Karriere
Hede begann seine Karriere in der Saison 1989/90 in der finnischen SM-liga beim Helsingfors IFK. Nachdem er auch die Saison 1990/91 in Finnlands höchster Spielklasse begonnen hatte, wechselte er nach zwei Spielen zu Karhu-Kissat in die 2. finnische Liga. Zur Saison 1991/92 unterschrieb er dann einen Vertrag bei FPS Forssa, bevor er zu Beginn der Saison 1993/94 in die SM-Liga zurückkehrte, wo er bei HPK Hämeenlinna spielte. Nach drei Jahren kehrte er dann zur Saison 1994/95 zum Helsingfors IFK zurück und die Saison 1995/96 verbrachte er dann wieder bei HPK Hämeenlinna.
Ein Jahr später entschied sich Hede zu einem Wechsel in die DEL, wo er bei den Eisbären Berlin einen Vertrag für die Saison 1996/97 unterschrieb, den er bis zur Saison 1998/99 verlängerte. In der Saison 1999/2000 spielte er immer noch in Berlin, stand aber beim Lokalrivalen Berlin Capitals unter Vertrag.
Nach seiner Zeit in Berlin zog es Hede wieder in seine finnische Heimat, wo er in der Saison 2000/01 für Ässät Pori aufs Eis ging, bevor er zur Saison 2001/02 nach Deutschland zurückkehrte, um für den EC Bad Tölz in der 2. Bundesliga zu spielen.
In der Zeit zwischen 2002 und 2006 war Hede dann Bestandteil des Teams der Straubing Tigers, wo er allerdings den Aufstieg in die DEL nicht miterlebte, weil er unter der Saison 2005/06 nach seiner Einbürgerung zu den Hamburg Freezers wechselte.
Ab der Saison 2006/07 stand Hede bei den Eisbären Regensburg unter Vertrag, für die er auch die Saison 2007/08 spielte.
Ab der Saison 2008/09 stand Hede beim EHC München unter Vertrag, wo er mit der Rückennummer 10 auflief. Im Juli 2010 beendete er seine Karriere. Daraufhin wurde seine Rückennummer beim EHC gesperrt.

## Statistiken
(Legende zur Spielerstatistik: Sp oder GP = absolvierte Spiele; T oder G = erzielte Tore; V oder A = erzielte Assists; Pkt oder Pts = erzielte Scorerpunkte; SM oder PIM = erhaltene Strafminuten; +/− = Plus/Minus-Bilanz; PP = erzielte Überzahltore; SH = erzielte Unterzahltore; GW = erzielte Siegtore; 1 Play-downs/Relegation; Kursiv: Statistik nicht vollständig)